# HMS Alnösund (14)
HMS Alnösund (14), även MUL 14, var en minutläggare i svenska marinen som togs i tjänst 1954. Fartyget hette MUL 14 tills 1985 då den fick sitt nuvarande namn Alnösund. Hon var stationerad i Norrland vid Minutläggningsdivisionen på KA 5 i Härnösand fram till 1991. Därefter gick hon som navigationsutbildningsfartyg i Flottan fram 1999(men hon var på KA4 Rindö där i mellan, har inte riktigt koll på åren,. åtminstone år  1995)då hon såldes ut. Numera är hon ombyggd till yacht under namnet Lady Vista (se https://web.archive.org/web/20100108134914/http://www.buyexploreryachts.com/brokerage-lady-vista.html)